# Geldo
Geldo (antigament Xeldo) és un municipi del País Valencià que es troba a la comarca de l'Alt Palància.

## Geografia
Se situa a la vora dreta del Palància, a la planura de la vall, i presenta unes llacunes formades sobre antigues mines d'argila i un grapat d'oliveres mil·lenàries. L'única localitat que limita amb Geldo és Sogorb, ja que el terme de la capital de l'Alt Palància envolta totalment el de Geldo.

## Història
L'abundància de restes iberes al terme de Geldo fan pensar que el lloc degué estar poblat ja en èpoques molt llunyanes. No obstant això, l'orige de la població actual és musulmà, tal com es demostra en el compromís que Jaume I (1208-1276) va adquirir amb Exem Azemen, cabdill àrab, pel qual tot i que Xeldo fon donat, el 12 de juliol de 1248, a Garcia Pérez d'Osa, ell i els seus continuarien vivint-hi.
Se sap que en el segle XV era propietat dels Vallterra, els quals el varen vendre a Tomeu Sorell en 1416. En 1445 el senyor era un nebot d'aquell, Bernat Sorell. L'any 1445 va tornar a la Corona, i en 1495 l'Infant Fortuna, Enric d'Aragó (1445-1522), duc de Sogorb-Medinaceli, va adquirir la Torre de la Senda (Xeldo). En 1609, any de l'expulsió dels moriscs, hi havia 412 habitants. En 1611, Enric Folch de Cardona va atorgar-li carta pobla, però en 1646 encara no s'havia recuperat demogràficament, ja que tenia una població de tan sols de 116 habitants.

## Demografia
Un tret característic de Geldo és que és una de les majors densitats de població de l'estat espanyol, ja que en el seu escàs mig quilòmetre quadrat censa vora 700 veïns.
| 1900 | 1910 | 1920 | 1930 | 1940 | 1950 | 1960 | 1970 | 1981 | 1991 | 2000 | 2005 | 2007 |
| ---- | ---- | ---- | ---- | ---- | ---- | ---- | ---- | ---- | ---- | ---- | ---- | ---- |
| 802  | 861  | 844  | 934  | 883  | 898  | 878  | 743  | 790  | 717  | 689  | 716  | 681  |

## Economia
La principal activitat econòmica de Geldo és l'agricultura, amb el cultiu de cireres, caquis, nispros i hortalisses. Pel que fa al sector secundari, existixen tallers de confecció de calcer i tèxtil. I degut a la seua orografia, el clima i la proximitat a les ciutats de València i a Castelló de la Plana, el sector servicis també hi té una repercussió important en l'economia.

## Política i govern

### Composició de la Corporació Municipal
El Ple de l'Ajuntament està format per 7 regidors. En les eleccions municipals de 26 de maig de 2019 foren elegits 5 regidors del Partit Socialista del País Valencià (PSPV-PSOE) i 2 del Partit Popular (PP).
| Eleccions municipals de 26 de maig de 2019 - Geldo                                                                            |                                          |                                     |                                     |      |          |          |
| Candidatura | Candidatura                              | Candidatura                         | Cap de llista                       | Vots | Vots     | Regidors |
| | Partit Socialista del País Valencià-PSOE |                                     | David Quiles Cucarella              | 280  | 62,50%   | 5 (+1)   |
| | Partit Popular                           |                                     | Manuel Santamaría Garnes            | 167  | 37,28%   | 2 (-1)   |
| | Vots en blanc                            |                                     |                                     | 1    | 0,22%    |          |
| Total vots vàlids i regidors                                                                                                  | Total vots vàlids i regidors             | Total vots vàlids i regidors        | Total vots vàlids i regidors        | 448  | 100 %    | 7        |
| | Vots nuls                                | Vots nuls                           | Vots nuls                           | 14   | 3,03%    |          |
| Participació (vots vàlids més nuls)                                                                                           | Participació (vots vàlids més nuls)      | Participació (vots vàlids més nuls) | Participació (vots vàlids més nuls) | 462  | 87,33%** |          |
| Abstenció | Abstenció                                | Abstenció                           | Abstenció                           | 67*  | 12,67%** |          |
| Total cens electoral | Total cens electoral                     | Total cens electoral                | Total cens electoral                | 529* | 100 %**  |          |
| Alcalde: David Quiles Cucarella (PSPV) (15/06/2019) Per majoria absoluta dels vots dels regidors (5 vots de PSPV)             |                                          |                                     |                                     |      |          |          |
| Fonts: JEC, JEZ Sogorb, M. Interior, Periòdic Ara. (* No són vots sinó electors. ** Percentatge respecte del cens electoral.) |                                          |                                     |                                     |      |          |          |

### Alcaldia
Des de 2015 l'alcalde de Geldo és David Quiles Cucarella, del Partit Socialista del País Valencià (PSPV-PSOE).
| Període                       | Alcalde o alcaldessa              | Partit polític | Data de possessió     | Observacions       |
| ----------------------------- | --------------------------------- | -------------- | --------------------- | ------------------ |
| 1979–1983                     | Sixto Blasco Ten                  | UCD            | 19/04/1979            | --                 |
| 1983–1987                     | José Ramón Chover Marín           | PSPV-PSOE      | 28/05/1983            | --                 |
| 1987–1991                     | José Ramón Chover Marín           | PSPV-PSOE      | 30/06/1987            | --                 |
| 1991–1995                     | José Ramón Chover Marín           | PSPV-PSOE      | 15/06/1991            | --                 |
| 1995–1999                     | José Ramón Chover Marín           | PSPV-PSOE      | 17/06/1995            | --                 |
| 1999–2003                     | María Mañes Salas                 | PP             | 03/07/1999            | --                 |
| 2003–2007                     | Luis Blasco Ten María Mañes Salas | Entesa PP      | 14/06/2003 17/11/2004 | Pacte de govern -- |
| 2007–2011                     | Manuel Hernández Ballester        | PSPV-PSOE      | 16/06/2007            | --                 |
| 2011–2015                     | Manuel Santamaría Garnes          | PP             | 11/06/2011            | --                 |
| 2015–2019                     | David Quiles Cucarella            | PSPV-PSOE      | 13/06/2015            | --                 |
| 2019-2023                     | David Quiles Cucarella            | PSPV-PSOE      | 15/06/2019            | --                 |
| Des de 2023                   | n/d                               | n/d            | 17/06/2023            | --                 |
| Fonts: Generalitat Valenciana |                                   |                |                       |                    |

### Primera regidora transsexual
En les eleccions del 27 de maig de 2007 fon elegida a Geldo la primera dona transsexual regidora d'Espanya, la mezzosoprano Manuela Trasobares, d'Acción Republicana Democrática Española (ARDE). Amb el seu vot podria haver desfet l'empat a tres regidors entre el PP i el PSPV. Finalment Trasobares optà per votar-se a si mateixa i l'abstenció del PP donà l'alcaldia de Geldo als socialistes.

## Monuments

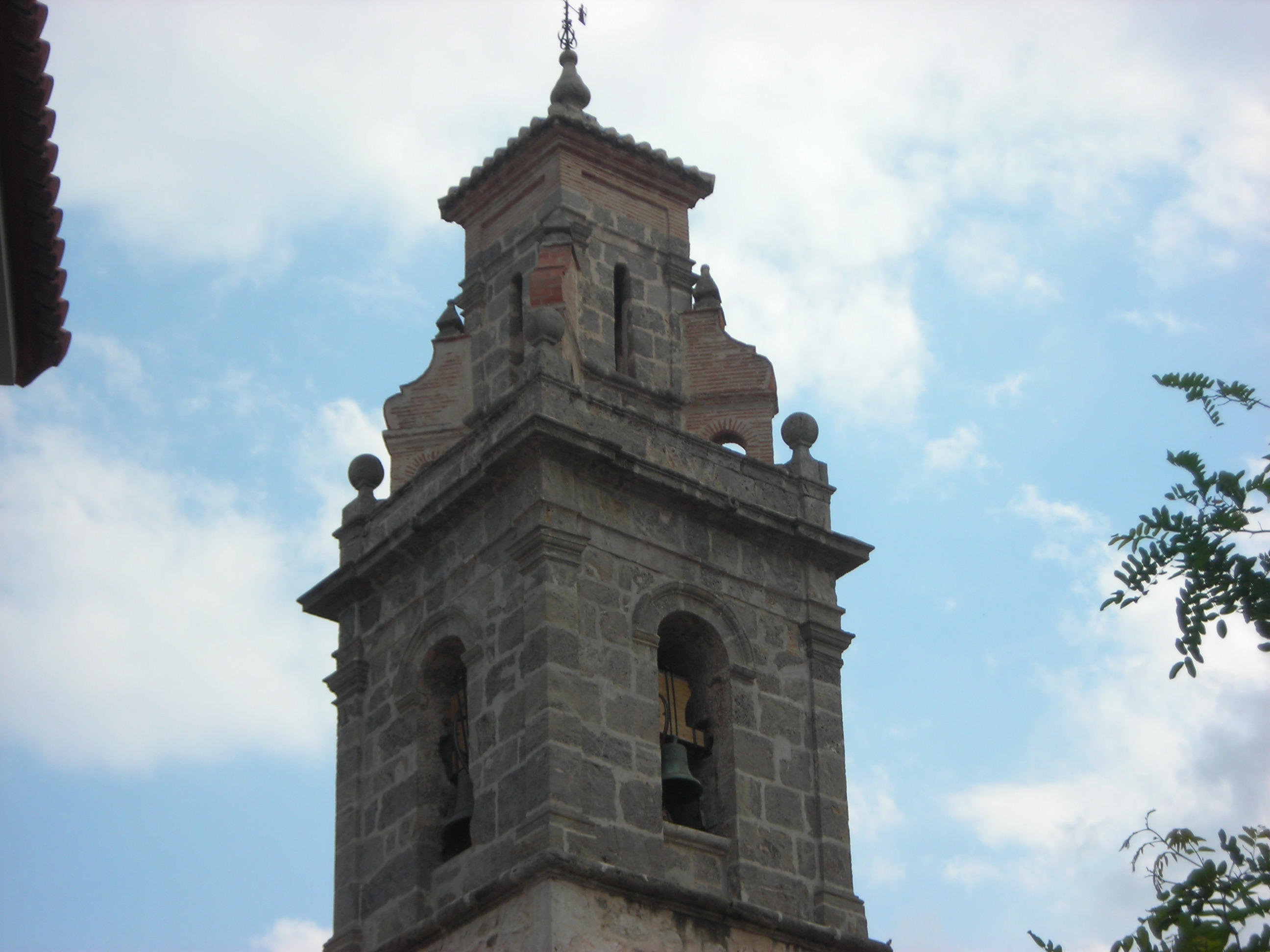
Campanar de l'església de Geldo

- Església de la Verge de la Misericòrdia. Del segle xvii.

Es tracta d'un temple barroc. Consta d'una petita nau coríntia, amb capelles laterals. Conserva en l'interior un preciós esgrafiat que ocupa tota la cúpula del presbiteri. La resta del sostre de la nau presenta cinc florons centrals i decoració d'acord de l'edifici. Una altra obra de qualitat que guarda l'edifici és la talla en fusta del Crist de la Llum, de grans dimensions, imatge molt venerada pels veïns del poble.
- Palau dels Ducs de Medinaceli. Del segle xv.

És un edifici d'aspecte molt sòlid, de planta quadrada i fabricat amb maçoneria i carreus. En les seues muralles s'aprecia l'estructura parcial d'una torre cilíndrica, i algunes edificacions que devien servir per a defendre de l'edifici.
Des que fon construït se li han donat diverses funcions: residència dels Senyors de la Vila, estança dels bisbes de Sogorb abans de ser proclamats com a tal en la seu de la Diòcesi del seu nom; i des de principis del segle xx, incomptables usos que van deteriorar l'edifici. Afortunadament, després de la catalogació del temple com a Bé d'Interés Cultural, s'han iniciat les reformes oportunes que de restauració de l'edifici i de tots els béns que es van trobar en l'interior.
- Font del Ribazo. En el carrer Figueres.

## Museus
- Museu Etnològic.
- Museu Arqueològic.

## Festes i celebracions
- Festes patronals. Se celebren l'última setmana d'agost i primera de setembre en honor de Sant Gil Abad, Verge de la Misericòrdia, Sant Ramón i el Crist de la Llum.
- Sant Antoni. Festa organitzada per los Quintos el 10 de gener.
- Verge del Roser. L'1 d'octubre.

## Personatges il·lustres
- Ramón Rubio Silvestre. Creador dels famosos Cuadernillos Rubio i fill predilecte de la vila.
- Juan José Joaquín Morata García. músic i compositor del segle xviii.
- Manuela Trasobares. Mezzosoprano i política.